# Crown of Creation (гурт)
«Crown of Creation» — німецький синті-поп-гурт, з міста Ганновера. Гурт розробив свій власний стиль: поп музика з сильним впливом трансу.

## Історія
Гурт було засновано 1985 року у містечку Гроссмор округу Адельхайсдорф. Назва гурту Crown of Creation на українську перекладається як «вінець творіння». Ідеєю для назви гурту став альбом «Crown of Creation» від Jefferson Airplane.
У 1987 році гурт переїхав до Ганновера. Після численних змін у складі та багатьох записів у 1993 році гурт вирушив з Ніколь Зукар у студію Rick J. Jordan (гурт Scooter) та було записано при підтримці музичного продюсера Германа Франка (Accept, Victory) дебютний альбом «Real Life». Після виходу диску у 1994 році до складу гурту приєднався гітарист Олаф Оперман.

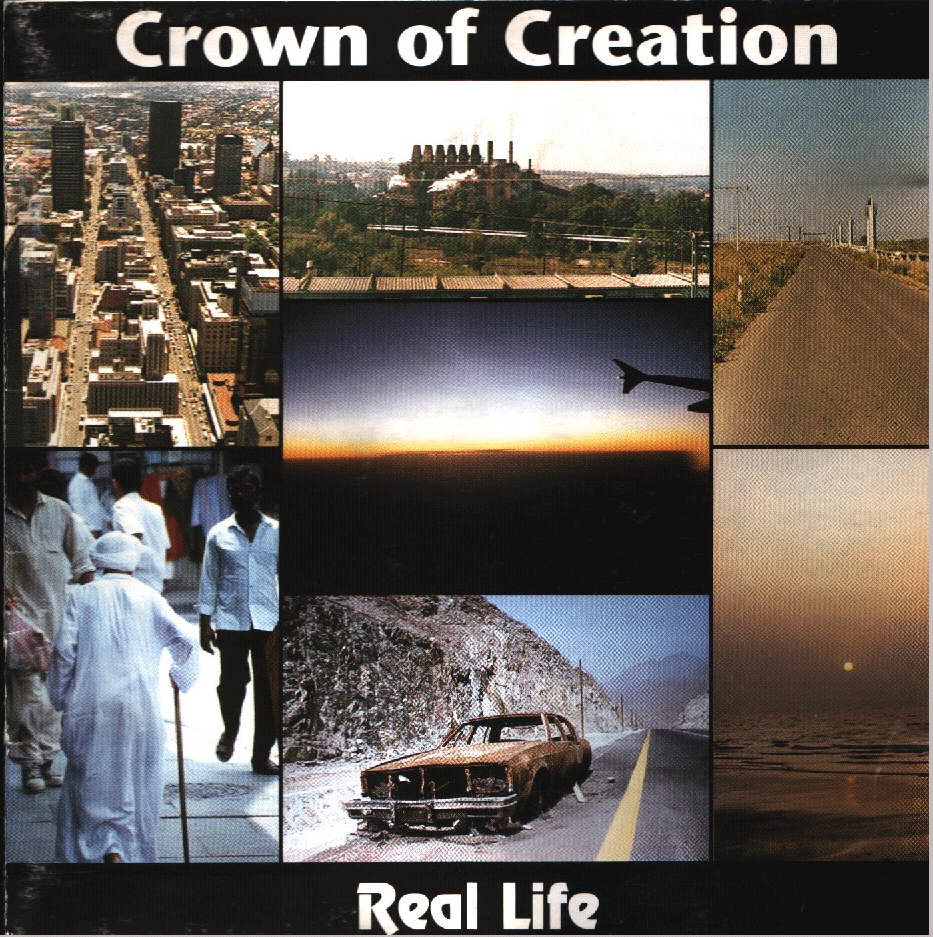
«Real Life»

У 1994–1995 роках гурт був на гастролях, недалеко від Парижа, у Сена і Марна. У 1998 році гурт розпався. Після 11-річної перерви у 2009 Crown of Creation знову возз’єднався у старому складі але з новою солісткою Анною Кронерт.
У 2010 році був записаний диск «Darkness in your Life» та разом з Dance Factory з Лахендорфа відбулися зйомки відео кліпу. З 8 та 11 травня 2010 року протягом декількох тижнів публікувалась серія статей про історію Crown of Creation в місцевих виданнях «Wathlinger Bote» та «Wathlinger Echo», в яких розповідались факти та новини гурту за останні 25 років.
На Різдво 2010 року гурт подарував своєму рідному місту Ганноверу пісню «At Christmas Time».
Дитячій хор початкової школи Адельхайдсдорфа зібрався разом з гуртом у серпні 2011 року в студії Ганновера, щоб заспівати пісню «Child’s Eyes». У 2012 році виходить благодійний альбом з новими піснями «Made in Ce(lle)» на користь Дитячого хоспісу.
У 2013 році планується випуск диску під назвою «With the Rhythm in my Mind». З цієї нагоди відео студія emovion зняла відео кліп до головної пісні альбому «Child’s Eyes». Планується великий концерт.

## Музиканти
Поточний склад
- Матіас Блацек Matze / Matthias Blazek — синтезатор
- Томас Цахаровські Thomas / Thomas Czacharowski — синтезатор

Колишні учасники
- Анна Кронерт Anne / Anne Crönert — вокал
- Адріан Леш Adrian / Adrian Lesch — синтезатор
- Олаф Оперман Oppi / Olaf Oppermann — гітара

## Дискографія
- Real Life (ContraPunkt) (1994)
- Crown of Creation meets Friends (контрапункт) (1998)
- Paulinchen (з Memory) (2001)
- Berenstark 10 (з When Time is lost) (2003)
- Berenstark 11 (з Friends) (2004)
- Abstürzende Brieftauben – TANZEN (з When Time is lost) (2010)
- Максі-сингл Darkness in your Life (2010)
- W.I.R. präsentiert: Celle's Greatest (з Regrets) (2011)
- Celle's Integrationsprojekt präsentiert: Made in Ce (з Run away i Vampires in the Moonlight (2012)
- Максі-сингл With the Rhythm in my Mind (2013)
- Best of Crown of Creation – 30 Jahre Bandgeschichte 1985–2015 (2015)
- Максі-сингл Tebe pojem (2019)
- Максі-сингл Everlasting Love (2024)